# 中国共产党广西壮族自治区委员会
中国共产党广西壮族自治区委员会，简称（中共）广西壮族自治区党委或自治区党委（对区内），是中国共产党在广西壮族自治区的组织和领导机关，由中国共产党广西壮族自治区代表大会选举产生，并在代表大会闭会期间，执行中国共产党中央委员会的指示和中国共产党广西壮族自治区代表大会的决议，领导广西壮族自治区的党务工作，并定期向中国共产党中央委员会报告工作。目前，陈刚担任该委员会书记，韦韬、王维平担任该委员会副书记。

## 历史沿革
1949年9月22日，中国共产党广西省委员会经中共中央批准成立。1958年更名为中国共产党广西僮族自治区委员会，1965年改为现名。

## 职责
根据《中国共产党地方委员会工作条例》，中国共产党地方委员会主要实行政治、思想和组织领导，承担下列职能：
1. 对本地区重大问题作出决策。
2. 通过法定程序使党组织的主张成为地方性法规、地方政府规章或者其他政令。
3. 加强对本地区宣传思想文化工作的领导，牢牢掌握意识形态工作领导权、话语权。
4. 按照干部管理权限任免和管理干部，向地方国家机关、政协组织、人民团体、国有企事业单位等推荐重要干部。
5. 支持和保证人大、政府、政协、法院、检察院、人民团体等依法依章程独立负责、协调一致地开展工作，发挥这些组织中党组的领导核心作用。
6. 加强对本地区群团工作和统一战线工作的领导。
7. 动员、组织所属党组织和广大党员，团结带领群众实现党的目标任务。

## 机构设置
根据《广西壮族自治区机构改革方案》，中国共产党广西壮族自治区委员会设置工作机关13个，工作机关管理的机关（副厅级）2个。中共广西壮族自治区党委设置下列机构：
- 中共广西壮族自治区党委办公厅

### 职能部门
- 中共广西壮族自治区党委组织部
- 中共广西壮族自治区党委宣传部
- 中共广西壮族自治区党委统一战线工作部
- 中共广西壮族自治区党委政法委员会

（自治区党委办公厅挂自治区档案局牌子；自治区党委组织部挂自治区非公有制经济组织和社会组织工作委员会、自治区公务员局牌子；自治区党委宣传部挂自治区精神文明建设指导委员会办公室、自治区政府新闻办公室、自治区新闻出版局（自治区版权局）、自治区电影局牌子；自治区党委统一战线工作部挂自治区宗教事务局、自治区政府侨务办公室牌子。）

### 办事机构
- 中共广西壮族自治区党委政策研究室
- 中共广西壮族自治区党委网络安全和信息化委员会办公室
- 中共广西壮族自治区党委机构编制委员会办公室
- 中共广西壮族自治区党委军民融合发展委员会办公室
- 中共广西壮族自治区党委台湾工作办公室
- 中共广西壮族自治区党委巡视工作领导小组办公室
- 中共广西壮族自治区党委广西壮族自治区人民政府信访局

（自治区党委全面深化改革委员会办公室设在自治区党委政策研究室。自治区党委全面依法治区委员会办公室设在自治区司法厅。自治区党委国家安全委员会办公室设在自治区党委办公厅。自治区党委外事工作委员会办公室设在自治区外事办公室。自治区党委审计委员会办公室设在省审计厅。自治区党委教育工作领导小组办公室设在自治区教育厅。自治区党委农村工作（乡村振兴）领导小组办公室设在自治区农业农村厅。自治区党委网络安全和信息化委员会办公室挂自治区互联网信息办公室牌子；自治区党委外事工作委员会办公室挂自治区港澳事务办公室牌子；自治区党委军民融合发展委员会办公室挂自治区国防科学技术工业办公室牌子。）

### 派出机关
- 中共广西壮族自治区党委直属机关工作委员会

（自治区党委高等学校工作委员会与自治区教育厅合署办公，不计入机构限额。）

### 直属事业单位
- 中共广西壮族自治区党委党校
- 《广西日报》社
- 广西社会主义学院
- 中共广西壮族自治区党委党史研究室
- 广西壮族自治区档案馆

（自治区党委党校挂广西行政学院牌子。广西社会主义学院挂广西中华文化学院牌子。）

### 工作机关管理的机关
- 中共广西壮族自治区党委保密委员会办公室，由自治区党委办公厅管理。
- 中共广西壮族自治区党委机要局，由自治区党委办公厅管理。

（自治区党委保密委员会办公室挂自治区国家保密局牌子。自治区党委机要局挂自治区国家密码管理局牌子。）

## 历届组成人员

### 历届自治区党委书记（第一书记）
- 张云逸 （1949年8月–1951年8月）
- 陶　铸 （1951年8月–1952年8月）
- 张云逸 （1952年8月–1955年8月）
- 韦国清 （1955年8月–1956年6月）
- 陈漫远 （1956年6月–1957年6月）
- 刘建勋 （1957年6月–1961年7月）
- 韦国清 （1961年7月–1970年4月）
- 乔晓光 （1966年9月–1967年1月）
- 韦国清 （1967年1月–1975年10月）
- 安平生 （1975年10月–1977年2月）
- 乔晓光 （1977年2月–1985年6月）
- 陈辉光 （1985年6月–1990年10月）
- 赵富林 （1990年10月–1997年7月）
- 曹伯纯 （1997年7月–2006年6月）
- 刘奇葆 （2006年6月–2007年12月）
- 郭声琨 （2007年12月–2012年12月）
- 彭清华（2012年12月—2018年3月）
- 鹿心社（2018年3月—2021年10月）
- 刘　宁（2021年10月—2024年12月）
- 陈　刚（2024年12月— ）

### 自治区第十届党委（2011年11月—2016年11月）
- 书记：郭声琨（—2012年12月）、彭清华（2012年12月—）
- 副书记：马飚（壮族）（—2013年3月）、危朝安（—2016年1月）、陈武（壮族）（2013年4月—）、李克（壮族）（2016年4月—2016年11月）、侯建国（2016年11月—）
- 常务委员：郭声琨（—2012年12月）、马飚（壮族）（—2013年3月）、危朝安（—2016年1月）、龙义和（—2014年6月）、沈北海（—2015年4月）、温卡华（壮族）、陈武（壮族）、石生龙（满族）（—2014年1月）、黄道伟、林念修（—2014年3月）、余远辉（瑶族）（—2015年5月，因严重违纪被查）、周新建（—2015年4月）、范晓莉（女，回族）、彭清华（2012年12月—）、王小东（2013年12月—）、邓卫平（2014年1月—2015年3月）、唐仁健（2014年4月—2016年7月）、白念法（2014年6月—）、于春生（2015年3月—）、蓝天立（壮族）（2015年4月—）、喻云林（2015年4月—）、李康（女，壮族）（2015年11月—）、李克（壮族）（2016年4月—2016年11月）、王可（2016年6月—）、侯建国（2016年11月—）

### 自治区第十一届党委（2016年11月—2021年11月）
- 书记：彭清华（—2018年3月）、鹿心社（2018年3月—2021年10月）、刘宁（2021年10月—）
- 副书记：陈武（壮族，—2020年10月）、侯建国（—2017年5月）、孙大伟（2017年6月—2021年1月）、蓝天立（壮族，2020年10月—）、刘小明（2021年3月—）
- 常务委员：彭清华（—2018年1月）、陈武（壮族）（—2020年10月）、侯建国（—2017年5月）、范晓莉（女，回族）、蓝天立（壮族）（—2018年1月；2020年10月—）、于春生（—2017年9月）、王小东、喻云林（—2018年3月）、王可（—2018年8月）、黄世勇（壮族）、王凯（—2017年3月）、赵德明（瑶族）（—2018年5月）、孙大伟（2017年6月—2021年1月）、莫恭明（2017年6月—2018年1月）、房灵敏（2017年9月—）、姜英宇（2018年1月—2020年6月）、秦如培（2018年1月—）、鹿心社（2018年3月—2021年10月）、徐绍川（2018年3月—）、黄伟京（2018年5月—）、严植婵（2018年7月—2020年3月）、曾万明（2018年11月—2021年8月）、何仁学（2020年6月—）、曾欣（2020年6月—）、刘小明（2021年3月—）、王维平（2021年8月—）、徐海荣（2021年10月—）、刘宁（2021年10月—）、何文浩（2021年10月—）

### 自治区第十二届党委（2021年11月至今）
- 书记：刘宁（—2024年12月）、陈刚（2024年12月—）
- 副书记：蓝天立（壮族，—2025年5月）、刘小明（—2023年3月）、王维平（2024年9月—）、韦韬（壯族，2025年7月—）
- 常务委员：刘宁（—2024年12月）、蓝天立（壮族，—2025年5月）、刘小明（—2023年3月）、徐海荣（—2022年4月）、何文浩（—2024年7月）、房灵敏、何仁学（—2024年5月）、王维平、蔡丽新（女，—2024年3月）、农生文（壮族）、许永锞、孙大光（—2023年3月）、周异决（壮族）、王心富（2022年4月—）、陈奕君（女，2023年5月—）、庄革（2024年5月—）、苗庆旺（2024年7月—）、卢新宁（2024年8月—）、陈刚（2024年12月—）、韦韬（壯族，2025年7月—）